# География Иордании

Физическая карта Иордании

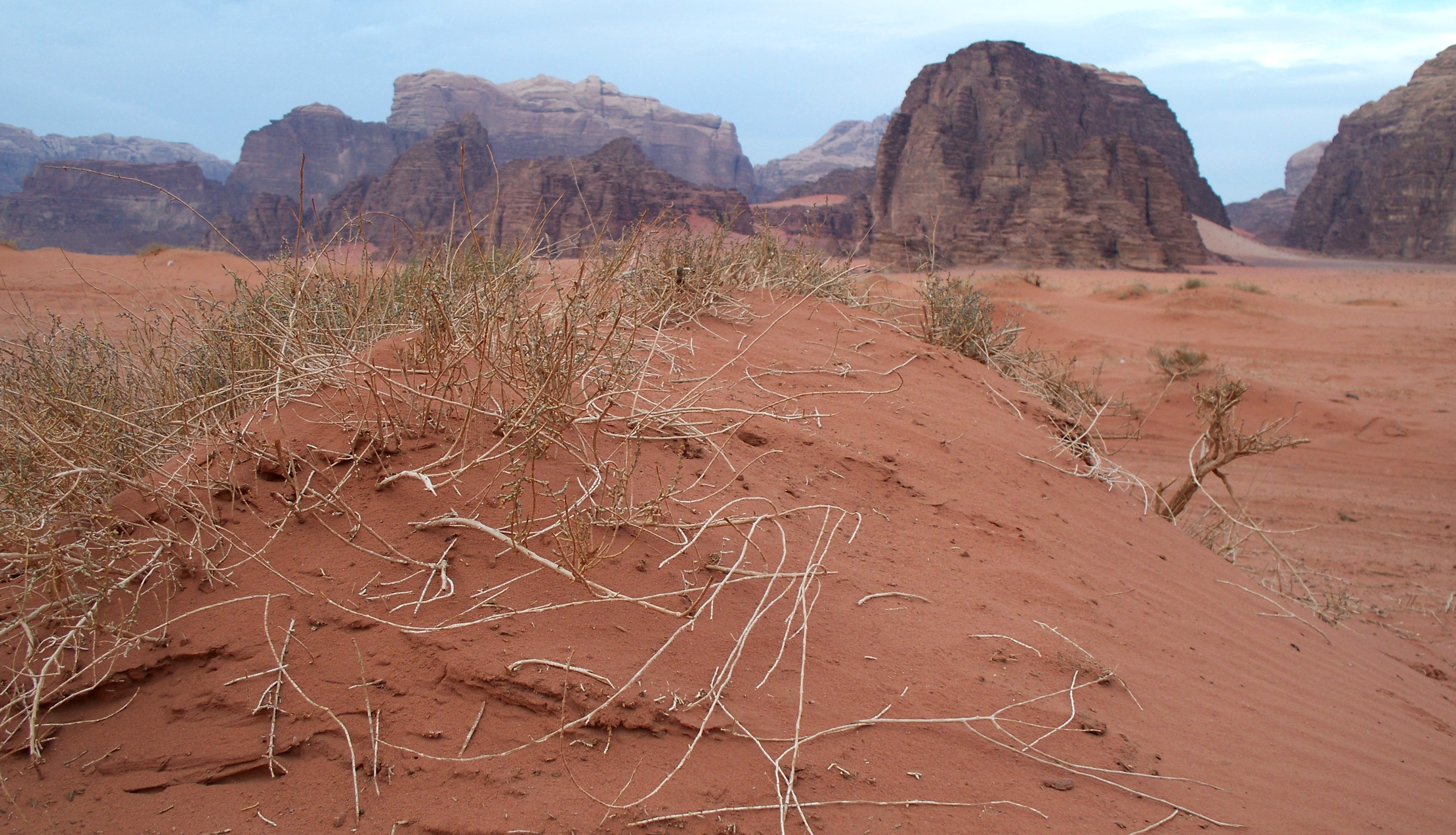
Вади Рам — пустыня на юге страны

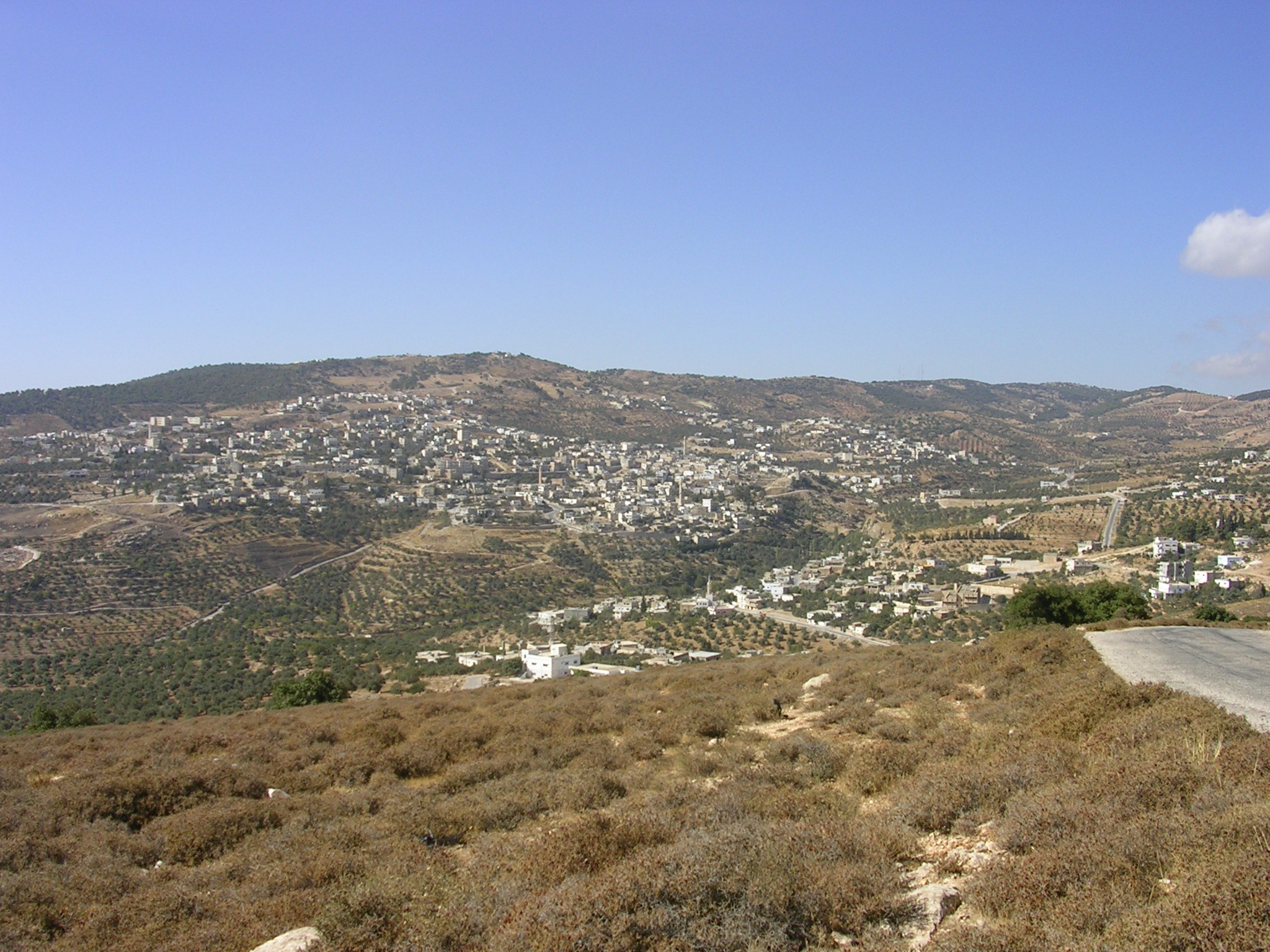
Мухафаза Джараш на севере Иордании

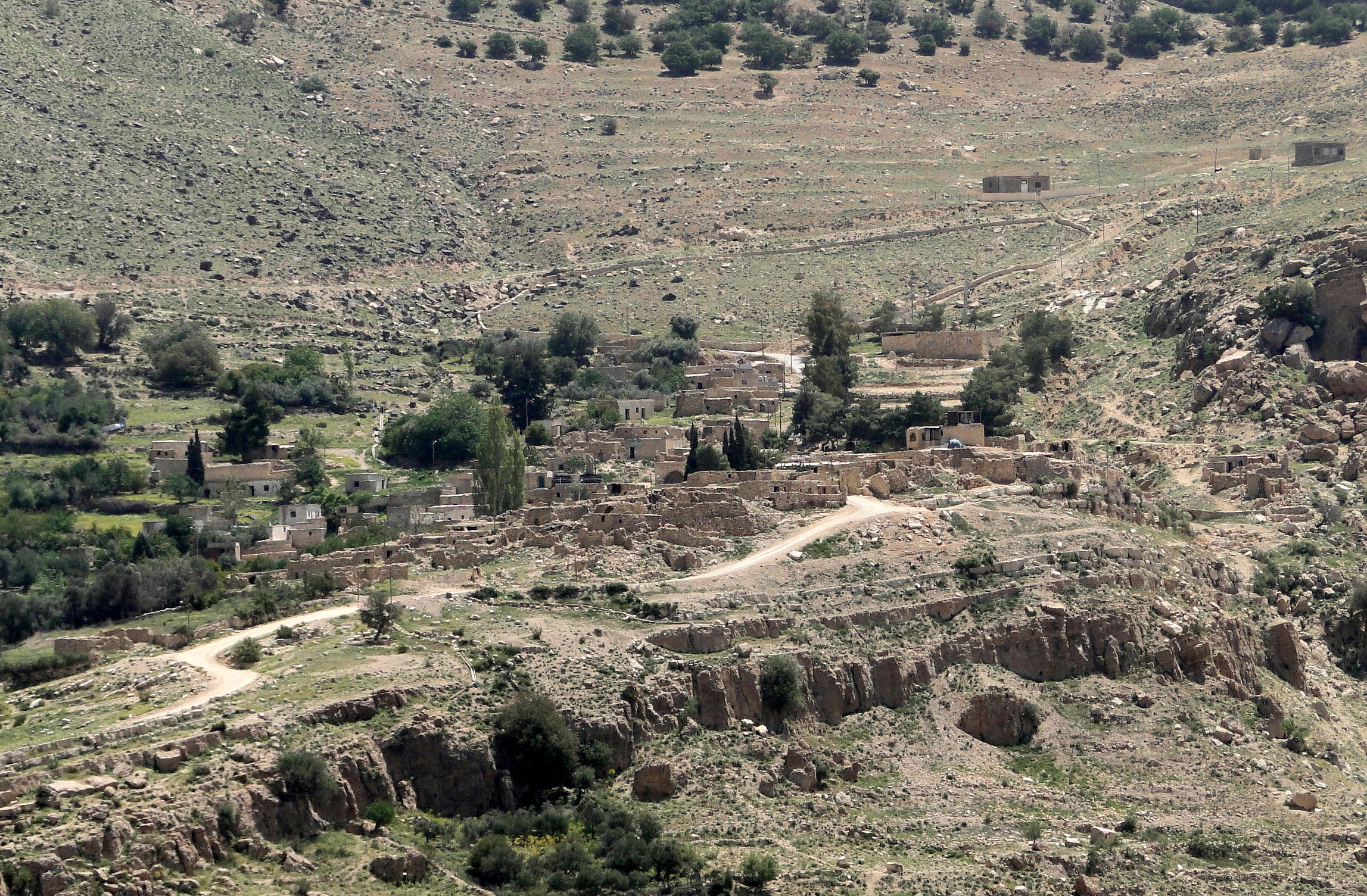
Ущелье Дана, мухафаза Эт-Тафила

Иордания расположена на Ближнем Востоке, между 29° и 34° северной широты и 35° и 39° восточной долготы. Площадь: 89 тыс. км².
Основную территорию (90 %) Иордании занимают пустынные плато, на западе страны имеются холмы и горы. Река Иордан отделяет Иорданию и Израиль. Основную часть страны занимают пустыни.

## Границы и крайние точки
Площадь страны составляет 89 213 км², из них суша — 88 884 км², а воды — 329 км². Граничит с Сирией (на севере), Ираком (на северо-востоке), Саудовской Аравией (на востоке и юге), Израилем и Западным берегом (на западе). На юго-западе омывается водами залива Акаба Красного моря. Общая протяжённость границ составляет 1 619 км, из них: с Саудовской Аравией — 728 км, с Сирией — 375 км, с Израилем — 238 км, с Ираком — 181 км, с Западным берегом — 97 км. Длина береговой линии — 26 км. Самая низкая точка — уровень Мёртвого моря (-427 м), самая высокая точка — гора Джабаль-умм-ад-Дами (1854 м).
Крайние точки:
- Северная: 33°22′с.ш. 38°47′в.д.
- Южная: 29°11′с.ш. 36°04′в.д.
- Западная: 29°21′с.ш. 34°57′в.д.
- Восточная: 32°14′с.ш. 39°17′в.д[1].

## Рельеф
Большую часть территории страны занимает пустынное горное плато высотой от 700 до 1200 м, разделённое долинами и ущельями на несколько районов. Район к востоку от долины реки Иордан является крайней северной оконечностью Восточно-Африканской рифтовой долины, которая через залив Акаба и Красное море тянется вплоть до Великих озёр Африки. Несмотря на то, что Иордания находится в сейсмически активной зоне Земли, каких-либо серьёзных землетрясений на протяжении последних столетий в стране не наблюдалось.
Юг и юго-восток страны занимает Сирийская пустыня, которая является, по сути, продолжением Аравийской пустыни. Северная часть пустыни представлена лавовыми полями и базальтом, а южная — обнажениями песчаника и гранита. Рельеф страны подвергается сильному выветриванию, главным образом эоловым процессам. Долина Иордана понижается вплоть до 400 м ниже уровня моря вблизи  Мёртвого моря, которое является глубочайшей впадиной на поверхности Земли.

## Внутренние воды
Крупнейшей рекой Иордании и всего региона является Иордан, которая начинается в горах на территории Ливана, протекает через Тивериадское озеро и образует часть иорданской границы с Израилем и Западным берегом вплоть до впадения в Мёртвое море. Протяжённость реки составляет более 250 км. Крупнейшим притоком Иордана является река Ярмук, которая протекает на крайнем севере страны формирует часть иорданской границы с Сирией и Израилем. Другой крупный приток Иордана — река Яббок (Эз-Зарка), которая берёт начало к северо-востоку от Аммана и протекает через наиболее густонаселённую северо-западную часть Иордании. Большая часть рек страны имеет сезонный характер.

## Климат

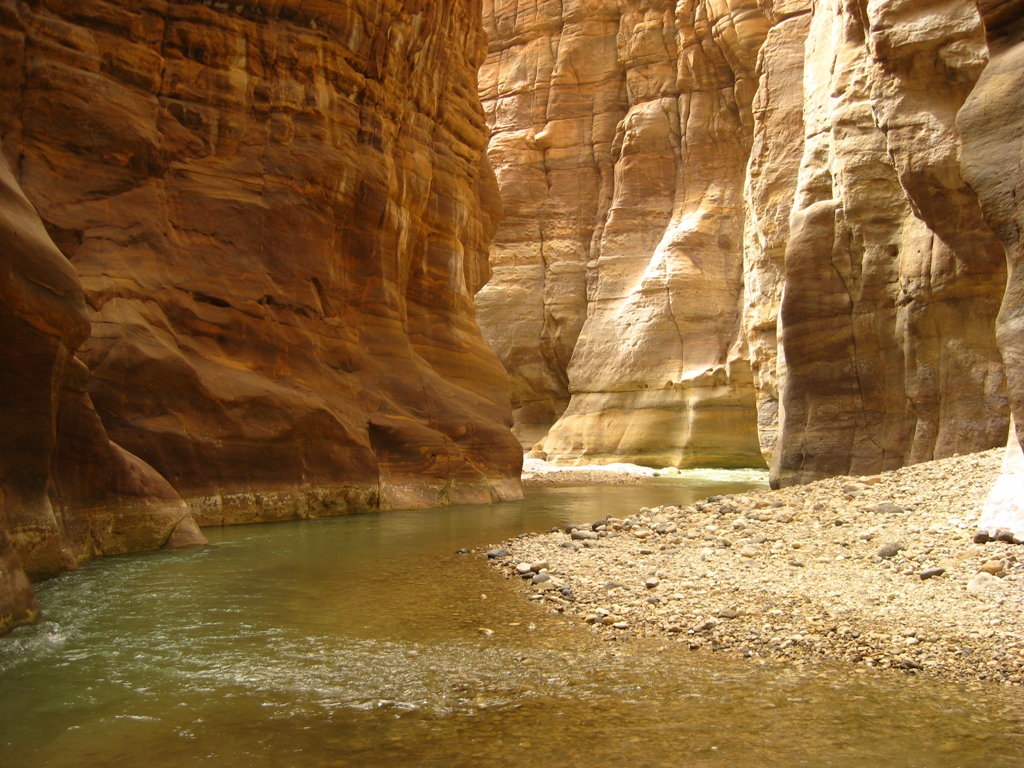
Вади Муджиб, мухафаза Эль-Карак

Климат Иордании характеризуется как субтропический средиземноморский — на западе и как пустынный — на юге и востоке. Относительная близость Средиземного моря оказывает важное влияние на климат страны, другими климатообразующими факторами являются континентальные воздушные массы и рельеф. На всей территории страны преобладают западные и юго-восточные ветра, хотя юго-восточные сухие горячие пыльные ветра с Аравийского полуострова тоже довольно часты. Такие ветра известны здесь как хамсин, они обычно дуют в начале и конце лета, могут продолжаться на протяжении нескольких дней. Средние месячные температуры в Аммане (на северо-западе) варьируются от 8 до 26°С; в порте Акаба (на юго-западе) они меняются от 16 до 33°С.
Большая часть получает довольно скудные осадки. На северо-западе вблизи реки Иордан годовой уровень осадков достигает 400 мм; в юго-восточных районах он составляет менее 100 мм. В самой долине Иордана выпадает от 120 до 200 мм осадков в год. В горных и возвышенных районах случаются заморозки и снегопады, в то же время на равнине они довольно редки.

## Почвы

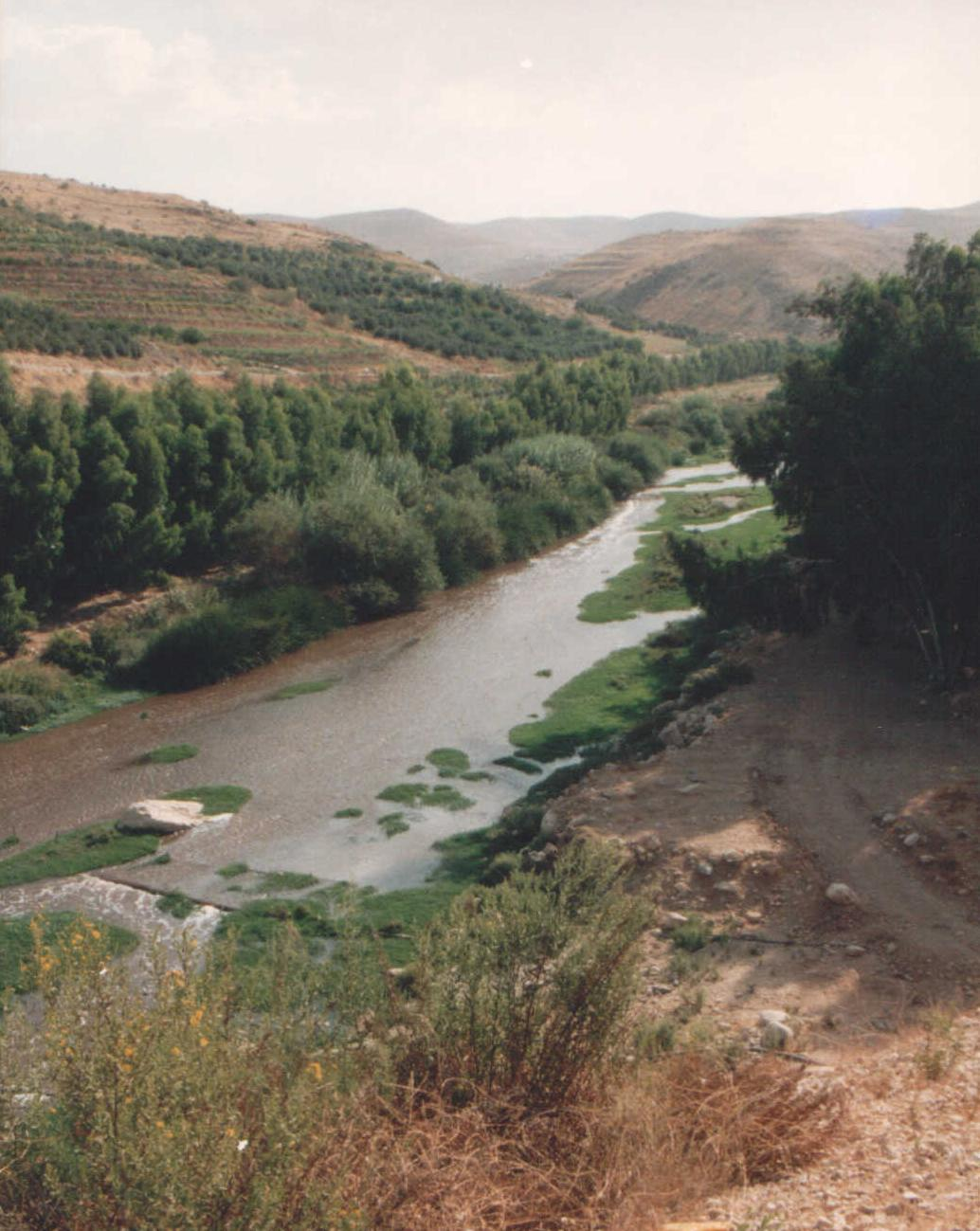
Река Яббок

Наиболее плодородные почвы Иордании присущи северо-западной части страны. Почвы на юге и юго-западе имеют меньший слой и менее плодородны.

## Полезные ископаемые
Основными полезными ископаемыми Иордании являются фосфориты и калийная соль. Имеются месторождения медной руды и марганца.

## Экологические проблемы
Основными экологическими проблемами Иордании являются: водный стресс, обезлесение, опустынивание, перевыпас и эрозия почв.

## Земли
- Пашня: 4%
- Постоянные посевные площади: 1%
- Постоянные пастбища: 9%
- Леса: 1%
- Остальное: 85%

Орошаемые земли составляют 630 км² (на 1993 год).